# Golmés
 Golmés es un municipio español perteneciente a la provincia de Lérida, en la comarca de Plana de Urgel, Cataluña. Está situado  al este de Mollerusa.

## Geografía
Integrado en la comarca de Plana de Urgel, se sitúa a 29 kilómetros de la capital provincial. El término municipal está atravesado por la Autovía del Nordeste A-2 entre los pK 487 y 489 y por la antigua carretera N-II. 
El relieve del municipio es el propio de la llanura que caracteriza a la comarca, oscilando la altitud entre los 278 metros y los 250 metros. El territorio cuenta con varias acequias para el riego, pues no hay ríos cercanos. El pueblo se alza a 275 metros sobre el nivel del mar. 
| Noroeste: Palau de Anglesola | Norte: Vilasana                       | Noreste: Castellnou de Seana                     |
| Oeste: Mollerusa             |                                       | Este: Castellnou de Seana y Vilanova de Bellpuig |
| Suroeste: Miralcamp          | Sur: Miralcamp y Vilanova de Bellpuig | Sureste: Vilanova de Bellpuig                    |

## Geografía humana

### Demografía
Cuenta con una población de 1916 habitantes (INE 2024).
| Gráfica de evolución demográfica de Golmés entre 1842 y 2021                                                          |
| |
| Población de derecho según los censos de población del INE. Población de hecho según los censos de población del INE. |

| 1900 | 1930 | 1950 | 1970 | 1981 | 1986 |
| ---- | ---- | ---- | ---- | ---- | ---- |
| 1155 | 1407 | 1395 | 1251 | 1293 | 1243 |